# Montes Klamath

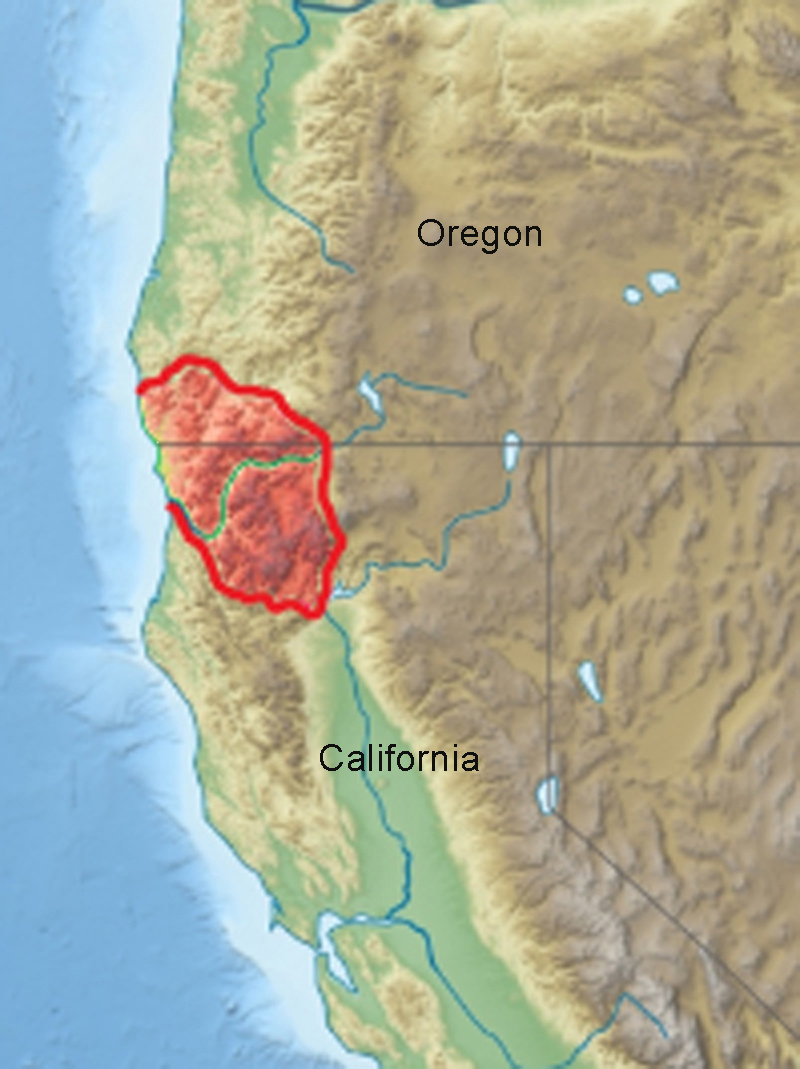
Klamath Mountains mapa de local

Os Montes Klamath são uma cadeia de montanhas situada a noroeste do estado da Califórnia e a sudoeste do Oregon, nos Estados Unidos. O ponto mais alto é o Monte Eddy com 2744 m.

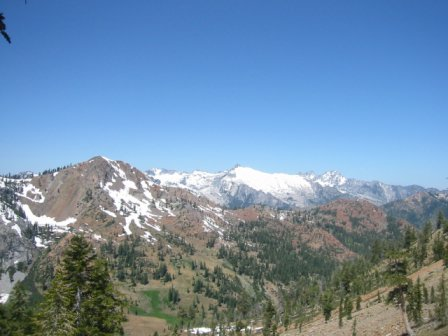
Klamath Mountains